# Arco musical

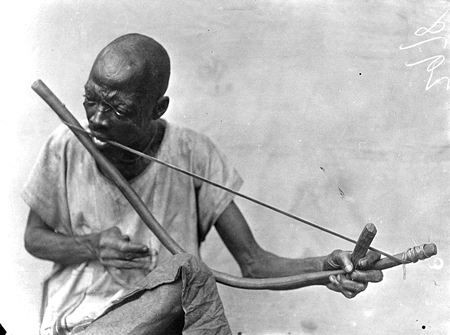
Um músico ibo tocando um arco musical.

O arco musical é um instrumento musical formado por uma corda esticada entre as extremidades de um arco normalmente de madeira.
O arco tradicional se usa como instrumento musical e como arma e não se sabe qual foi o primeiro uso. As pinturas rupestres no sul da Africa, datadas por volta de 15000 aC, mostram um ritual onde um arco já foi utilizado como instrumento musical.

## Uso
Comumente é visto como um instrumento solo, mas que às vezes é usado como parte de um conjunto de música apalá.
A maneira usual para produzir o som do arco é esfregando a corda (Instrumento de cordas friccionada), mas também pode ser feito som batendo-se na corda  (Instrumento de cordas pulsada). O arco pode ser envergado para variar a altura das notas produzidas.
A diferença dos instrumentos de corda usados na música sinfônica, não tem uma caixa de ressonância embora possa ter ressonadores externos. O tipo mais habitual de ressonador consiste em uma cabaça que está atada a mão do portador. O arco também pode ressonar em uma cavidade ou mesmo pode utilizar-se a boca. Este último método permite conseguir uma melodia muito mais rica, variando o tamanho do ressonador.
Os arcos musicais são utilizados em numerosas culturas, em distintas regiões do mundo. O berimbau, um arco musical do Brasil e Angola, ganha adeptos paulatinamente como consequência de sua associação com a capoeira. Nos Estados Unidos, o arco musical aparentemente foi importado pelos escravos africanos. Também podemos encontrá-lo entre os índios Apalaches, onde eles chamam de arco de boca ou mouthbow.